# Клакамасы
Индейцы клакамас — это группа чинукских племен которая исторически проживала на берегах реки Клакамас в долине Уилламетт, территория штата Орегон.
Сегодня клакамас входят в состав Конфедеративных племён Общины Гранд Ронд в Орегоне.

## История контакта
В 1806 году экспедиция Льюиса и Кларка оценили их численность в 1800 человек. В то время племя проживало в 12 деревнях, расположенных от низовий реки Колумбия до района, который сейчас называется Орегон-Сити. Они проживали к востоку от реки Уилламетт. 
В феврале 1841 года преподобный Франсуа Норбер Бланше и преподобный Элвин Ф. Уоллер обратили в христианство вождя клакамас Попо.

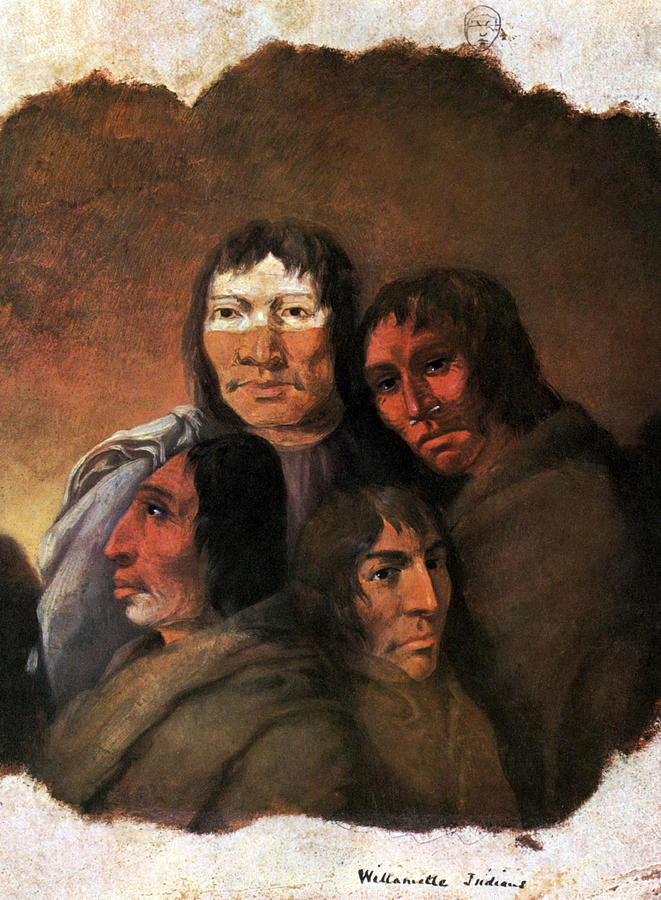
Портрет семьи индейцев Клакамасов художник Пол Кейн.

Осенью 1851 года племя подписало договор, который суперинтендант Орегона Энсон Дарт не ратифицировал. 10 января 1855 года они подписали еще один договор, который был ратифицирован 3 марта 1855 года. Клакамасам обещали ресурсы на сумму 2500 долларов, но правительство Соединенных Штатов выплатило лишь пятую часть причитающейся суммы. 
К 1855 году 88 выживших членов племени были переселены в индейскую резервацию Гранд-Ронд. В конечном итоге они смешались с другими индейцами населяющими резервацию.
Сусап, родившийся, вероятно, в 1841 году, считается последним чистокровным представителем племени. Его мать была чистокровной клакамас, а отец – кликитат. Жил в резервации Гранд-Ронд в Орегон-Сити, где работал подёнщиком. Его английское имя было Джозеф Эндрюс, поскольку некоренные жители не могли произнести его индейское имя. Он также был известным бейсболистом на Тихоокеанском Северо-Западе.

## Повседневность
Племя питалось рыбой и корнеплодами, а также сооружало большие платформы из кедрового дерева, чтобы закидывать в них сети над водопадом Уилламетт для ловли лосося. 
Женщины племени клакамас вялили и коптили лосося, а затем смешивали его со смесью ягод и орехов, консервируя на зиму в плетёных корзинах. 
Клакамас торговали лососем с другими племенами, а также собирали и продавали вапато – широколистный стрелолист, или «индейский картофель» (Sagittaria latifolia и Sagittaria cuneata).
Взрослые клакамасы традиционно носили кожаные штаны и туники, а юбки и постельное бельё делали из кедровой коры. Признаком высокого статуса в племени была сложная вышивка бисером, иглами, украшения из перьев и ракушек. Некоторые ракушки служили валютой.

Как и другие представители чинукских народов, клакамасы практиковали «уплощение головы». С младенчества голову человека зажимали между досками, откидывая лоб назад. Это было способом обозначить, что человек свободен, а не раб.

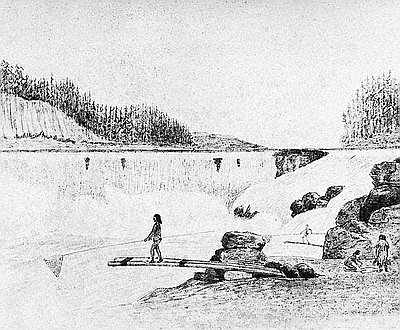
Индейцы Клакамасы ловят рыбу на реке Уилламетт.

Клакама были искусными столярами и мастерили каноэ и дощатые хижины. 
Длина обычного каноэ составляла от 6 до 9 метров, и они использовали его для путешествий по рекам, перевозя товары и людей. Благодаря глубоким знаниям речных систем Клакама, первопроходцы часто нанимали Клакама проводниками для навигации по рекам.

## Томановос
Метеорит Уилламетт имеет культурное значение для народа Клакамас. Метеорит называется Томановас, что переводится как «гость небес». Считалось, что метеорит был дарован Небесными Людьми и символизирует единство неба, земли и воды. Другие племена, жившие в этом районе,тоже считали, что метеорит обладает магической силой.

## В культуре
В романе Фредерика Балча "Мост Богов" они являються одним из центральных племен фигурирующих в сюжете.